# 李元則
李 元則（り げんそく、生年不詳 - 永徽3年4月7日（652年5月20日））は、中国の唐の高祖李淵の十二男。母は王才人。字は彝。

## 経歴
武徳4年（621年）、荊王に封じられた。貞観7年（633年）、豫州刺史に任じられた。貞観10年（636年）、彭王に改封され、遂州都督に任ぜられた。間もなく冠服が位階を越えて僭越であるとして免官された。貞観17年（643年）、澧州刺史に任じられ、態度を改めて職務に精励し、名声をえた。永徽3年（652年）に世を去ると、司徒・荊州大都督の位を追贈され、献陵に陪葬された。諡を思といった。高宗は望春宮に登って、彼の葬列が過ぎるのを望み、はげしく慟哭したという。
子がなく、霍王李元軌の子の李絢が後を継ぎ、龍朔年間に南昌王に立てられた。

## 伝記資料
- 『旧唐書』巻64 列伝第14「彭王元則伝」
- 『新唐書』巻79 列伝第4「彭王元則伝」